# Ross Barkley
Ross Barkley (Liverpool, Anglaterra, 5 de desembre de 1993) és un jugador de futbol anglès que juga com a centrecampista a l'Aston Villa de la Premier League. També ha jugat, com a cedit, al Sheffield Wednesday i al Leeds United FC.
Barkley va debutar amb la selecció absoluta anglesa el 2013, disputant posteriorment la Copa del Món de 2014. Diversos entrenadors i companys d'equip han comparat el seu estil de joc amb el d'estrelles mundials com Michael Ballack, Paul Gascoigne o Wayne Rooney.

## Biografia

### Primers anys
Ross Barkley va fitxar per l'Everton FC amb 11 anys per jugar a les categories inferiors. Va ser convocat per jugar amb el primer equip en un partit de la temporada 2010-11, esperant-se que debutés a la Premier League, però es va trencar una cama tres dies abans al xocar amb el jugador del Liverpool Andre Wisdom durant un partit de la selecció anglesa sub-19 l'octubre del 2010.
Es va recuperar de la seva lesió per afegir-se al primer equip durant la pretemporada 2011-12. En aquell moment, el davanter Tim Cahill va dir que Barkley era el jugador amb més talent amb qui mai havia treballat. El seu debut oficial amb l'Everton, finalment, es va produir en el primer partit de la temporada, en la derrota per 1-0 contra el Queens Park Rangers, on el jove jugador anglès va ser nomenat millor jugador del partit per l'emissora de ràdio City Sport. Les seves primeres aparicions van generar molta expectació, amb comentaris com el de Martin Keown, que va dir que Barkley es convertiria en un dels millors jugadors que mai ha vist aquest país (referint-se a Anglaterra). Va signar un nou contracte per 4 anys i mig el desembre de 2011.
El 14 de setembre de 2012 Barkley va marxar cedir al Sheffield Wednesday durant un mes, debutant el mateix dia en la derrota contra el Brighton & Hove Albion. Va marcar el seu primer gol amb l'equip, de penal, contra el Bolton Wanderers la setmana següent. La seva cessió es va allargar abans no fos reclamat per l'Everton, després d'haver jugat tretze partits amb el Sheffield Wednesday. Va tornar a marxar cedit, no obstant, aquest cop al Leeds United FC, en principi per un mes, el gener del 2013. El seu debut amb el Leeds va ser en el derbi contra el Barnsley FC.

### Everton
Barkley va tornar al primer equip de l'Everton per disputar la temporada 2013-14. El seu primer gol amb l'equip de Liverpool el va marcar en el primer partit de lliga, en l'empat a 2 contra el Norwich City, del qual va ser declarat millor jugador del partit. En el transcurs de la primera part de la temporada, Barkley va ser nomenat diverses vegades com a millor jugador del partit, com ara contra l'Arsenal FC o el Swansea City, contra que va marcar el gol de la victòria. Diversos analistes britànics van parlar positivament de les seves habilitats, com ara Alan Hansen o Gary Lineker. L'entrenador de l'equip, el català Robert Martínez i Montoliu, va descriure Barkley com una barreja entre Paul Gascoigne i Michael Ballack.
El primer gol de Barkley a la FA Cup el va fer el 4 de gener de 2014 en la victòria per 4-0 davant del Queens Park Rangers en la tercera ronda del torneig. El març d'aquell any Barkley va marcar un gran gol davant del Newcastle United, en el qual va arrencar des del seu propi camp per marcar el primer dels 3 gols del seu equip en la victòria per 0-3 a Newcastle upon Tyne. El 18 d'abril va entrar a formar part a la llista de 6 candidats per endur-se el premi PFA Young Player of the Year (millor jugador jove de la temporada). Va marcar un total de 6 gols en 34 partits de lliga aquella temporada, inclòs el gol contra el Manchester City FC del 3 de maig que BBC Sport va descriure com "espectacular", i que va ser declarat el millor gol de l'Everton aquella temporada.
El 29 de juliol de 2014, Barkley va renovar amb l'Everton, allargant el contracte fins al 2018. Abans de començar la temporada 2014-15, el jugador anglès va petir una lesió, que en un principi havia de tenir-lo apartat dels terrenys de joc durant 5 mesos; tot i així el seu entrenador, Robert Martínez, va confirmar posteriorment que el període de baixa seria finalment de 8 setmanes.
La temporada 2015–16, Barkley va començar marcant en els dos primers partits de lliga de l'Everton.

### Internacional

#### Categories inferiors
Barkley hauria pogut jugat amb la selecció de Nigèria, ja que el seu avi era nigerià, però això ja no pot ser, perquè el jugador anglès ja ha debutat amb la selecció anglesa en partits oficials.

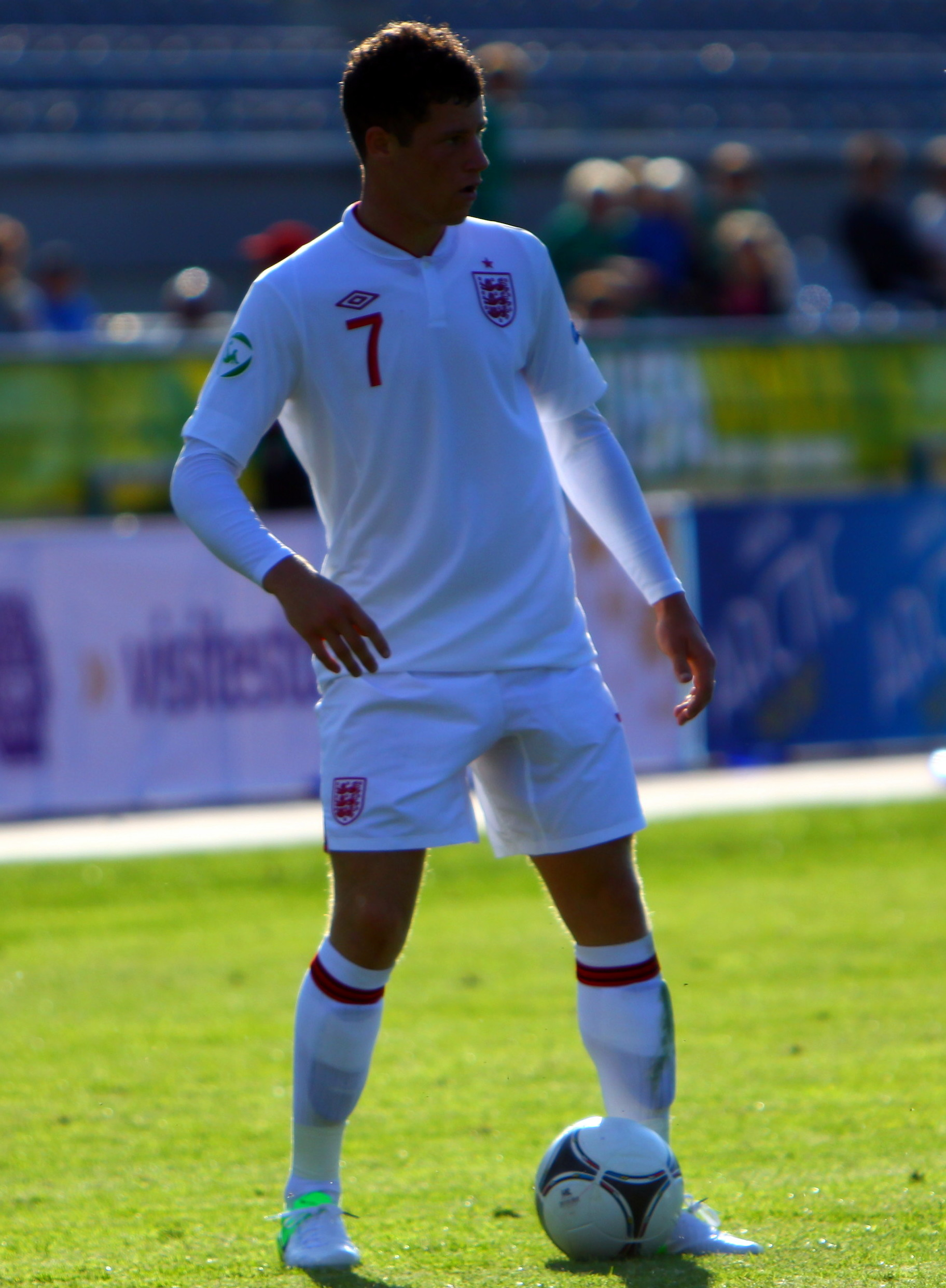
Barkley jugant per Anglaterra sub-19 el 2012

Barkley ha representat Anglaterra en les categories sub-16, sub-17, sub-19, sub-20, sub-21 i en la selecció absoluta. La seva primera convocatòria per la sub-16 va ser el setembre del 2008, quan només tenia 14 anys.
Va ser seleccionat per disputar el torneig Montaigu el 2009, on va capitanejar l'equip a la victòria, derrotant Alemanya als penals a la final. També va ajudar a Anglaterra a guanyar el Campionat europeu de futbol sub-17, on va marcar els dos gols que vencien a Espanya (2-1) per arribar a la final. Barkley també va ser convocat per jugar amb la sub-21 l'agost del 2011.
El 28 de maig de 2013 va ser seleccionat per l'entrenador Peter John Taylor per jugar el Mundial sub-20. Va debutar el 16 de juny en la victòria per 3-0 contra la selecció de l'Uruguai.
El seu primer gol amb la selecció sub-21 va arribar el 13 d'agost del 2013 en la victòria per 6-0 contra la selecció escocesa.

#### Selecció absoluta
Barkley va ser convocat per jugar amb la selecció absoluta l'agost del 2013, i va disputar el seu primer partit el mes següent, quan va entrar substituint Jack Wilshere en la victòria per 4-0 contra Moldàvia en partit de classificació per al Mundial 2014 disputat a Wembley.
El 12 de maig del 2014 Barkley va ser seleccionat per l'entrenador Roy Hodgson per formar part de l'equip que Anglaterra presentà per disputar la Copa del Món de Futbol de 2014 al Brasil, debutant en la competició el minut 61 del primer partit d'Anglaterra, a Manaus, quan va substituir Danny Welbeck. Finalment, la selecció anglesa perdria aquell partit per 2-1 davant la selecció italiana. Posteriorment, disputaria els 90 minuts del darrer partit d'Anglaterra, que va acabar en empat a 0 contra Costa Rica, a Belo Horizonte.
El seu primer gol amb la selecció absoluta es va produir en la victòria per 6-0 contra San Marino disputada el setembre de 2015, en el marc de la fase de classificació de l'Eurocopa 2016.

## Estil de joc
L'exentrenador de l'Everton, el català Robert Martínez, va descriure Barkley com una barreja de Paul Gascoigne i Michael Ballack. El seleccionador anglès, Roy Hodgson, ha dit que la "pau i poder" de Barkley, així com la seva "tècnica excel·lent", s'assemblen a les de Paul Gascoigne, i Frank Lampard n'ha dit que Barkley li recorda a un jove Wayne Rooney. L'exjugador del Barça, Xavi Hernández, el novembre de 2014 va assegurar que Barkley era prou bon jugador per jugar al club català, esmentant-ne les seves qualitats físiques i tècniques.

## Estadístiques

### Club
Actualitzat el 15 de maig de 2016
| Club                        | Temporada     | Lliga          | Lliga   | Lliga | FA Cup  | FA Cup | League Cup | League Cup | Europa  | Europa | Total   | Total |
| Club                        | Temporada     | Divisió        | Partits | Gols  | Partits | Gols   | Partits    | Gols       | Partits | Gols   | Partits | Gols  |
| --------------------------- | ------------- | -------------- | ------- | ----- | ------- | ------ | ---------- | ---------- | ------- | ------ | ------- | ----- |
| Everton FC                  | 2010–11       | Premier League | 0       | 0     | 0       | 0      | 0          | 0          | —       | —      | 0       | 0     |
| Everton FC                  | 2011–12       | Premier League | 6       | 0     | 1       | 0      | 2          | 0          | —       | —      | 9       | 0     |
| Everton FC                  | 2012–13       | Premier League | 7       | 0     | 1       | 0      | 1          | 0          | —       | —      | 9       | 0     |
| Everton FC                  | 2013–14       | Premier League | 34      | 6     | 3       | 1      | 1          | 0          | —       | —      | 38      | 7     |
| Everton FC                  | 2014–15       | Premier League | 29      | 2     | 2       | 0      | 0          | 0          | 5       | 0      | 36      | 2     |
| Everton FC                  | 2015–16       | Premier League | 38      | 8     | 4       | 2      | 6          | 2          | —       | —      | 48      | 12    |
| Everton FC                  | Total         | Total          | 114     | 16    | 11      | 3      | 10         | 2          | 5       | 0      | 140     | 21    |
| Sheffield Wednesday (cedit) | 2012–13       | Championship   | 13      | 4     | —       | —      | —          | —          | —       | —      | 13      | 4     |
| Leeds United FC (cedit)     | 2012–13       | Championship   | 4       | 0     | —       | —      | —          | —          | —       | —      | 4       | 0     |
| Total carrera               | Total carrera | Total carrera  | 131     | 20    | 11      | 3      | 10         | 2          | 5       | 0      | 157     | 25    |

## Palmarès

### Club
Chelsea FC
- 1 Lliga Europa de la UEFA: 2018-19.
- 1 Copa anglesa: 2017-18.

### Internacional
Anglaterra
- 1 Campionat d'Europa sub-17: 2010[54]

### Individual
- Onze titular del Campionat d'Europa sub-17: 2010[55]